# Hermann von Rein
Hermann von Rein war im 12. Jahrhundert ein Mönch, Priester und Prediger aus dem Zisterzienserstift Rein in der heutigen österreichischen Steiermark.
Hermann zählt zu den großen Homileten des hohen Mittelalters. 108 seiner Predigten sind von ihm in der Reiner Handschrift Nr. 94 überliefert. Die Predigten zeigen einen Mann mit hoher Bildung, belesen in den Schriften des Zisterziensers Bernhard von Clairvaux. Hermann schrieb Predigten zu den Herrenfesten, über die Jungfrau Maria und über die Heiligen.
In Rein wurden Hermanns Predigten bis ins 17. Jahrhundert hinein benutzt, wie Randnotizen in der Predigthandschrift zeigen. Die Verwendung in anderen Klöstern wie etwa im Stift Lilienfeld ist wahrscheinlich.